# Miramont-de-Comminges
Miramont-de-Comminges település Franciaországban, Haute-Garonne megyében. Lakosainak száma 743 fő (2022. január 1.). Miramont-de-Comminges Aspret-Sarrat, Encausse-les-Thermes, Estancarbon, Pointis-Inard, Rieucazé és Saint-Gaudens községekkel határos.

## Népesség
A település népességének változása:
| Lakosok száma | 1093 | 1008 | 922  | 851  | 778  | 775  | 780  | 766  | 759  | 743  |
|               | 1968 | 1982 | 1990 | 2006 | 2013 | 2015 | 2017 | 2019 | 2020 | 2022 |